# گیاه‌فلز

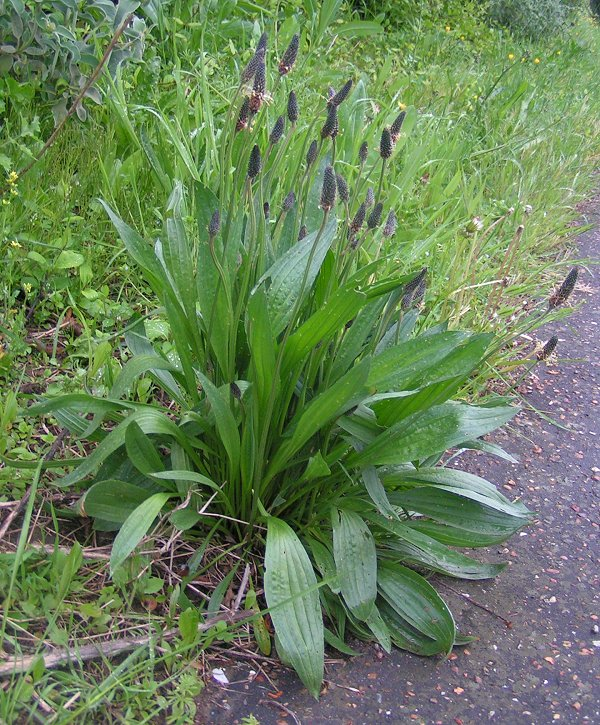
بارهنگ نیزه‌ای

گیاه‌فلز (به انگلیسی: Metallophyte)، گیاهی است که می‌تواند سطوح بالایی از فلزات سنگین مانند سرب را تحمل کند. چنین گیاهانی بین «گیاه‌فلزهای اجباری» که فقط در حضور این فلزات می‌توانند زنده بمانند و «گیاه‌فلزهای اختیاری» که می‌توانند چنین شرایطی را تحمل کنند، اما محدود به آن‌ها نیستند، متغیر هستند.
نمونه‌های اروپایی عبارتند از: نوکائه سبزآبی (Noccaea caerulescens)، بنفشه روی (Viola lutea)، خزه‌سرب بهاری (Sabulina verna)، میخک دریایی، صدفی‌ها (Cochlearia)، علف‌بوریا سرقهوه‌ای (Agrostis capillaris) و بارهنگ نیزه‌ای. تعداد کمی گیاه‌فلز از آمریکای لاتین شناخته شده است.
گیاه‌فلزها معمولاً به‌عنوان گیاگان تخصصی در انبوهی از معادن وجود دارند.
چنین گیاهانی پتانسیل استفاده برای گیاه‌پالایی زمین‌های آلوده را دارند.